# Campinense Clube
Il Campinense Clube, noto anche semplicemente come Campinense, è una società calcistica brasiliana con sede nella città di Campina Grande, nello stato della Paraíba.

## Storia
Il club è stato fondato il 12 aprile 1915 come un club di danza da Elias Montenegro, Dino Belo, Antônio Lima e molti altri. La sede del club si trovava al Colégio Campinense. José Câmara è stato il primo presidente del Campinense.
Nel 1960, il Campinense ha vinto il campionato statale, che è stato il primo dei sei campionati consecutivi vinti dal club. Nel 1961, il club ha partecipato alla Taça Brasil, dove è stato finalista del gruppo nord-est, perdendo la finale con il Bahia. Nel 1972, il club fu sconfitto dal Sampaio Corrêa nella finale del Campeonato Brasileiro Série B, terminando la competizione come finalista. Nel 1975, il Campinense ha partecipato al Campeonato Brasileiro Série A per la prima volta, terminando all'ultimo posto. Il club ha partecipato di nuovo alla competizione nel 1978, nel 1979, e nel 1981.

## Palmarès

### Competizioni regionali
- Copa do Nordeste: 1

2013

### Competizioni statali
- Campionato Paraibano: 22

1960, 1961, 1962, 1963, 1964, 1965, 1967, 1971, 1972, 1973, 1974, 1979, 1980, 1991, 1993, 2004, 2008, 2012, 2015, 2016, 2021, 2022

### Altri piazzamenti
- Campeonato Brasileiro Série B:

Secondo posto: 1972
- Campeonato Brasileiro Série C:

Terzo posto: 2008
- Campeonato Brasileiro Série D:

Secondo posto: 2021
- Copa do Nordeste:

Finalista: 2016